# Andrej Astaščin
Andrej Astaščin (in russo Андрей Астащин?; ...) è un ex fondista sovietico.

## Biografia
In Coppa del Mondo ottenne l'unico podio, nonché unico risultato di rilievo, il 23 marzo 1984 a Murmansk (3°). Non partecipò né a rassegne olimpiche né iridate.

### Coppa del Mondo
- Miglior piazzamento in classifica generale: 34º nel 1984
- 1 podio (individuale[1]):
  - 1 terzo posto